# Comitán de Domínguez
Comitán de Domínguez, o solamente Comitán, es una ciudad mexicana situada en el estado de Chiapas, cabecera del municipio homónimo. Tradicionalmente es conocida como Comitán de las Flores, pero ostenta el apellido Domínguez en honor a Belisario Domínguez Palencia, mártir de la Libre Expresión, originario de esta ciudad.  
Etimológicamente, Comitán viene del náhuatl Komitl-tlan, que significa "lugar de alfareros", cuyo término fue castellanizado luego de la conquista. También ostentó el nombre maya Balún Canán, que significa "lugar de las nueve estrellas" e inspiró la novela homónima de Rosario Castellanos, Balún Canán. 
La ciudad se caracteriza por su variedad de estilos arquitectónicos como son el neoclásico, barroco y el neogótico. Sus principales influencias culturales son derivadas de la época virreinal durante el proceso de mestizaje. Así mismo, cuenta con una rica historia y tradiciones mayenses, preservadas a lo largo del tiempo por las comunidades nativas de la región; la ciudad se caracteriza por tener muchos regionalismos lingüísticos entre sus habitantes y una amplia variedad gastronómica. Comitán es cuna de personajes de relevancia histórica, como el político revolucionario Belisario Domínguez, y de relevancia literaria como la escritora Rosario Castellanos y el poeta Óscar Bonifaz. Es reconocida históricamente por ser el sitio donde se inició la independencia de Chiapas y Centroamérica. Posee un clima templado en primavera; calor de moderado a fuerte en Cuaresma, lluvias en el verano y de fuerte a moderado frío en invierno.  
Según el INEGI, hasta el año 2010 era la cuarta ciudad en términos de desarrollo económico en Chiapas; sin embargo, para el año 2015, escaló al tercer sitio. Su población es predominantemente ladina e indígena, pertenecientes a las etnias tojolabal y tseltal. El municipio se encuentra en la región económica XV: Meseta Comiteca Tojolabal, siendo una ciudad comercial de por lo menos 8 municipios circundantes con una población potencial que rebasa los 500 mil habitantes, por lo que la sitúa hoy dentro de la segunda zona económica más productiva del estado[cita requerida] y la de mayor crecimiento porcentual en población y vivienda.

## Geografía

### Localización
La ciudad de Comitán de Domínguez se localiza en el centro-sur del municipio homónimo, en el centro de Chiapas. Se encuentra a una altura media 1626 m s. n. m.

### Clima
Dentro del área urbana de la ciudad, se presentan dos tipos de clima: el templado subhúmedo con lluvias en verano y el templado subhúmedo. Tiene una temperatura media anual de 19.2 °C y una precipitación media anual de 1065.5 mm.
| Parámetros climáticos promedio de Comitán de Domínguez, Chiapas | Parámetros climáticos promedio de Comitán de Domínguez, Chiapas | Parámetros climáticos promedio de Comitán de Domínguez, Chiapas | Parámetros climáticos promedio de Comitán de Domínguez, Chiapas | Parámetros climáticos promedio de Comitán de Domínguez, Chiapas | Parámetros climáticos promedio de Comitán de Domínguez, Chiapas | Parámetros climáticos promedio de Comitán de Domínguez, Chiapas | Parámetros climáticos promedio de Comitán de Domínguez, Chiapas | Parámetros climáticos promedio de Comitán de Domínguez, Chiapas | Parámetros climáticos promedio de Comitán de Domínguez, Chiapas | Parámetros climáticos promedio de Comitán de Domínguez, Chiapas | Parámetros climáticos promedio de Comitán de Domínguez, Chiapas | Parámetros climáticos promedio de Comitán de Domínguez, Chiapas | Parámetros climáticos promedio de Comitán de Domínguez, Chiapas |
| Mes                                                             | Ene.                                                            | Feb.                                                            | Mar.                                                            | Abr.                                                            | May.                                                            | Jun.                                                            | Jul.                                                            | Ago.                                                            | Sep.                                                            | Oct.                                                            | Nov.                                                            | Dic.                                                            | Anual                                                           |
| --------------------------------------------------------------- | --------------------------------------------------------------- | --------------------------------------------------------------- | --------------------------------------------------------------- | --------------------------------------------------------------- | --------------------------------------------------------------- | --------------------------------------------------------------- | --------------------------------------------------------------- | --------------------------------------------------------------- | --------------------------------------------------------------- | --------------------------------------------------------------- | --------------------------------------------------------------- | --------------------------------------------------------------- | --------------------------------------------------------------- |
| Temp. máx. abs. (°C)                                            | 32.5                                                            | 33.5                                                            | 35.5                                                            | 37.5                                                            | 36.0                                                            | 34.0                                                            | 36.0                                                            | 32.0                                                            | 32.5                                                            | 33.0                                                            | 33.5                                                            | 32.5                                                            | 36.0                                                            |
| Temp. máx. media (°C)                                           | 23.8                                                            | 25.3                                                            | 27.6                                                            | 28.7                                                            | 27.9                                                            | 25.7                                                            | 25.0                                                            | 25.7                                                            | 25.3                                                            | 24.5                                                            | 23.9                                                            | 23.6                                                            | 25.6                                                            |
| Temp. media (°C)                                                | 16.9                                                            | 18.0                                                            | 19.8                                                            | 21.0                                                            | 21.1                                                            | 20.4                                                            | 19.7                                                            | 20.1                                                            | 20.0                                                            | 18.9                                                            | 17.8                                                            | 17.1                                                            | 19.2                                                            |
| Temp. mín. media (°C)                                           | 10.1                                                            | 10.7                                                            | 12.0                                                            | 13.4                                                            | 14.3                                                            | 15.0                                                            | 14.5                                                            | 14.6                                                            | 14.6                                                            | 13.3                                                            | 11.7                                                            | 10.5                                                            | 12.9                                                            |
| Temp. mín. abs. (°C)                                            | 0.5                                                             | 2.0                                                             | 3.5                                                             | 5.0                                                             | 2.0                                                             | 5.5                                                             | 7.0                                                             | 6.0                                                             | 9.0                                                             | 3.0                                                             | 2.0                                                             | 1.5                                                             | 0.5                                                             |
| Precipitación total (mm)                                        | 7.9                                                             | 11.6                                                            | 18.0                                                            | 44.8                                                            | 129.3                                                           | 216.6                                                           | 124.5                                                           | 146.0                                                           | 220.9                                                           | 109.5                                                           | 25.3                                                            | 11.1                                                            | 1065.5                                                          |
| Días de precipitaciones (≥ 1 mm)                                | 4.2                                                             | 3.8                                                             | 3.7                                                             | 6.5                                                             | 13.2                                                            | 19.4                                                            | 16.7                                                            | 17.8                                                            | 21.3                                                            | 15.1                                                            | 6.9                                                             | 5.3                                                             | 133.9                                                           |
| Fuente: Servicio Meteorológico Nacional                         |                                                                 |                                                                 |                                                                 |                                                                 |                                                                 |                                                                 |                                                                 |                                                                 |                                                                 |                                                                 |                                                                 |                                                                 |                                                                 |

## Demografía
El censo realizado en 2020 registró con 113 479 habitantes, lo que representa un incremento promedio de 1.6% anual en el período 2010-2020 sobre la base de los 97 537 habitantes registrados en el censo anterior. La ciudad ocupa una superficie de 33.63 km², lo que determina al año 2020 una densidad de 3374 hab/km².
| Gráfica de evolución demográfica de Comitán de Domínguez entre 2000 y 2020 |
|                                                                            |
| Fuente: Instituto Nacional de Estadística Geografía e Informática          |

En el año 2010 estaba clasificada como una localidad de grado medio de vulnerabilidad social.
La población de Comitán de Domínguez está mayoritariamente alfabetizada (4.81% de personas analfabetas al año 2020) con un grado de escolarización en torno de los 9.5 años. Solo el 7.14% de la población es indígena.
El 67.7% de la población que profesa la religión católica, el 23.4% adhiere a religiones Protestantes, Evangélicas y Bíblicas, el 8.8% es atea o sin religión y solo 76 personas informaron practicar otra religión distinta de las anteriores.

## Historia

### Época prehispánica
Los primeros asentamientos humanos registrados en Comitán datan del siglo XI, a cargo de los Kokom, cuya área de influencia corresponde a un extenso territorio cultivable semejante en ubicación y dimensión a la hoy conocida como región oriental de Chiapas.
Estas tierras originalmente llamadas Balún Canán que en Maya significa Lugar de los Nueve Guardianes o Nueve Luceros, fue una ciudad muy fértil; sus pobladores descendientes del maya-quiché y de una rama de los tzeltales o quelenes, se extendieron por toda la comarca e intensificaron el comercio y el intercambio cultural con los demás pueblos del centro de Mesoamérica. En el año de 1486, Balún Canán fue sometida por los mexicas, perdiendo tanto la libertad, como el nombre en el proceso, cambiando el nombre original por el de Comitlán, que se deriva del náhuatl Komitl-tlan que significa Lugar alejado de las Fiebres, aunque en el códice de los tributos fue identificado por una olla, dándole también el significado de Lugar de Alfareros.

### Virreinato
Fue en 1528 cuando Pedro de Portocarrero fue enviado por el capitán Pedro de Alvarado a conquistar la región de los llanos, del actual territorio de Chiapas. En el mismo año se funda la ciudad de San Cristóbal de los Llanos, desde donde se hicieron expediciones a otros pueblos que fueron puestos en encomienda, en tal caso Comitlán estuvo bajo la custodia de Diego Holguín. Con la llegada de los españoles el nombre de Comitlán fue castellanizado, dando como resultado el nombre actual de Comitán.
La fundación de Comitán coincidió con el inicio formal de la colonización, que se registró un 29 de julio de 1556, a cargo de frailes dominicos encabezados por el misionero Diego Tinoco, considerado el fundador de Comitán, quien junto con un numeroso grupo de indígenas tojolabales, trasladaron el poblado al lugar donde se encuentra en la actualidad.  Es en este suceso, que el poblado recibió su primer nombre, San Pablo de Comitán. Los frailes influyeron en la urbanización del pueblo, que se aprecia en la traza reticular propia de las ciudades virreinales. Destaca la fundación del convento, el cual administraba los pueblos de Zapaluta, Coneta, Aquespala, Esquintenango, Coapa, Utetla, Chicomuselo, Yayaguita y Comalapa. En 1625, al convertirse en Vicaría, el poblado cambia de nombre a Santo Domingo de Comitán.
El 19 de junio de 1768, se hace la primera división territorial interna de la provincia de Chiapas, quedando Comitán dentro de la alcaldía mayor de Ciudad Real, la actual San Cristóbal de las Casas.

Inicialmente, fue un pueblo pensado para la evangelización de los indígenas, sin embargo, dada su importancia comercial, el 29 de octubre de 1813 las Cortes de Cádiz en España, le concedieron el título de ciudad de Santa María de Comitán. 
Don Fernando VII, por la gracia de Dios y de la Constitución de la Monarquía Española, Rey de las Españas, y en su ausencia y cautividad la Regencia del Reyno nombrada por las Córtes generales y extraordinarias, á todos los que las presentes vieren y extendieren, sabed: Que las Córtes han decretado lo siguiente:
„Las Córtes, en consideración á los buenos servicios y quantiosos donativos en que se han distinguido varios pueblos de la Provincia de Chiapa, han tenido á bien decretar lo siguiente:
„Se concede el título de Ciudad de Santa María al pueblo de Comitan, y el de Villas á los de Tusta, Tonalá, Tapachula y Palenque, todos de la citada Provincia.
„Lo tendrá entendido la Regencia del Reyno, y lo hará imprimir y publicar. Dado en la Real Isla de Leon á 29 de Octubre de 1813.— Francisco Rodriguez de Ledesma, Presidente.— Ramon Feliu, Diputado Secretario.— Miguel Antonio de Zumalacarregui, Diputado Secretario.— A la Regencia del Reyno.»

Por tanto mandamos á todos los Tribunales, Justicias, Gefes, Gobernantes y demás Autoridades, así civiles como militares y eclesiásticas, de qualquier clase y dignidad, que guarden y hagan guardar, cumplir y executar el presente Decreto en todas sus partes.- Tendréislo entendido para su cumplimiento, y dispondréis se imprima y publique.— L. de Borbón, Cardenal de Scala, Arzobispo de Toledo, Presidente.— Pedro de Agar.— Gabriel Ciscar.— En la Real Isla de Leon á 1.° de Noviembre de 1813.— AD. José Limonta.

### Proclamación de independencia
El 23 de agosto de 1821, el capellán de las tropas del escuadrón de Húsares de la ciudad de Santa María de Comitán, Fray Ignacio Barnoya, vicario episcopal coadjutor de Santo Domingo, convence a Matías Ruiz, capitán de la suprema compañía y comandante accidental del citado escuadrón, para que auxiliara con sus soldados, en caso de que fuera necesario, en la proclamación de la independencia de la ciudad que estaban impulsando Fray Matías de Córdova, Fray Juan Perote y el propio fray Ignacio Barnoya. Don Matías Ruiz, héroe ignorado de Comitán, decide no solo apoyar con las armas en la mano sino con recursos económicos y con su propia persona, nuevamente, fray Ignacio Barnoya convence a los síndicos Miguel José Ortiz y Victoriano Cancino para que propusieran al ayuntamiento la proclamación de la independencia de la ciudad de Comitán tanto de la Capitanía General de Guatemala como de España. El 28 de agosto de 1821, se declaró libre e independiente a la ciudad de Comitán y su comprensión. Inmediatamente comunican esta histórica decisión a ciudad real. Fue en esta ciudad de Comitán donde se firmó el Acta de Independencia de Chiapas y Centroamérica, en el año 1824. También es llamada la cuna de la Independencia de Chiapas.  

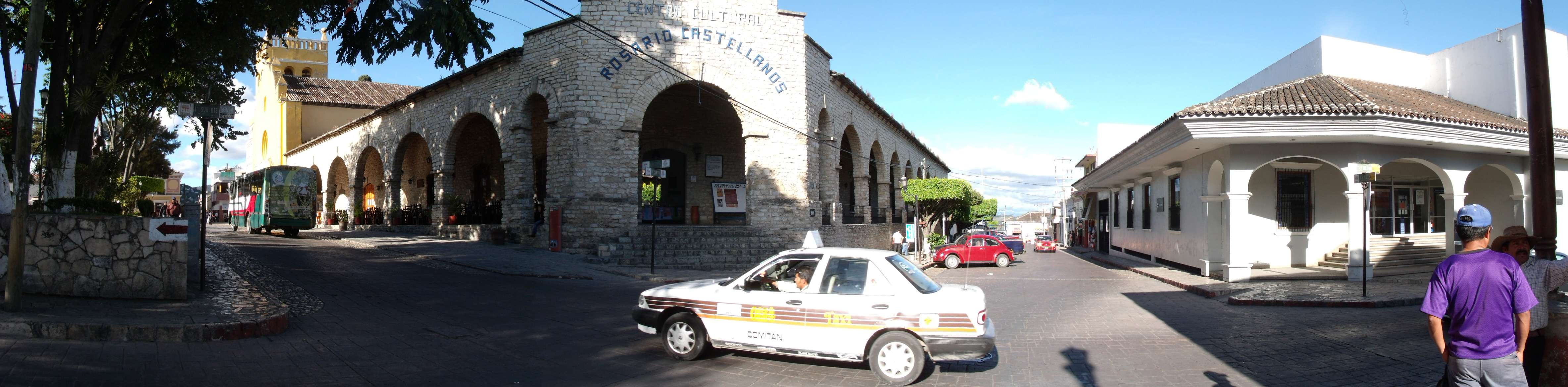
Panorámica centro cultural Rosario Castellanos

### Toponimia
Originalmente se llamó Balún Canán ("Lugar de las nueve estrellas", en idioma maya); Chonab, y posterior a la conquista del asentamiento por parte de imperio Mexica, se le nombró como Comitlán ("lugar de alfareros", en idioma náhuatl), y este nombre fue castellanizado como Comitán. Desde el 3 de septiembre de 1915, tiene el nombre de Comitán de Domínguez, en homenaje al médico Belisario Domínguez Palencia.

## Cultura

### Centro histórico de Comitán de Domínguez

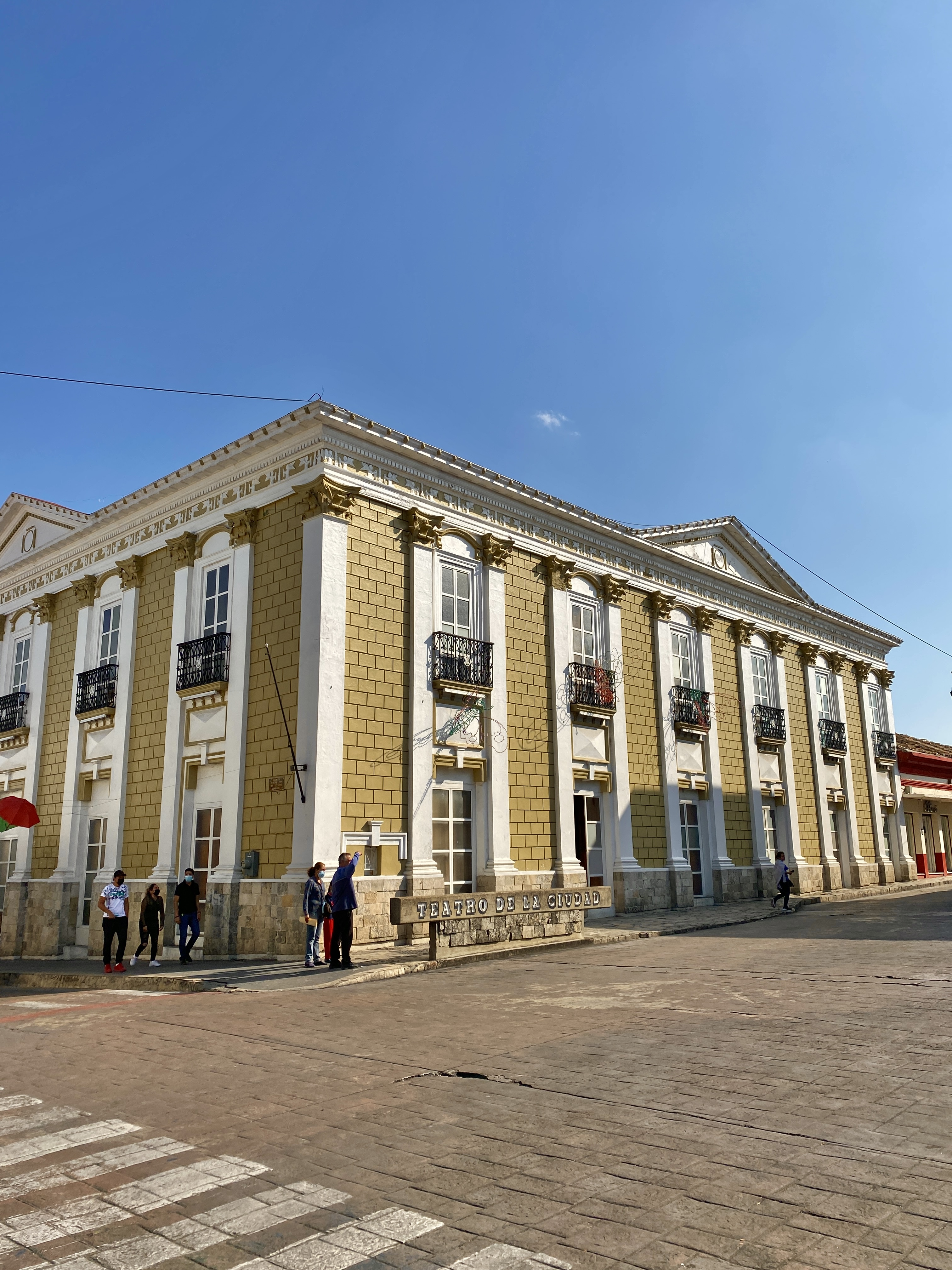
Teatro de la Ciudad Junchavín

El centro histórico concentra, junto a los barrios cercanos la mayor parte de los edificios históricos, entre los que se encuentran templos, ex conventos católicos y antiguas casonas de la época del virreinato, y el porfiriato. Algunos de estos son:
- Palacio municipal.
- Centro cultural Rosario Castellanos (comúnmente conocido como "La casa de la Cultura".
- Teatro de la Ciudad Junchavín.
- Centro cultural y Artesanal El Turulete.
- Biblioteca Pública Regional Rosario Castellanos.
- La Pila. El León de La Pila. Estatua del felino que, de acuerdo a las historias, representa la fundación de la ciudad.
- Tanque de los Caballos.

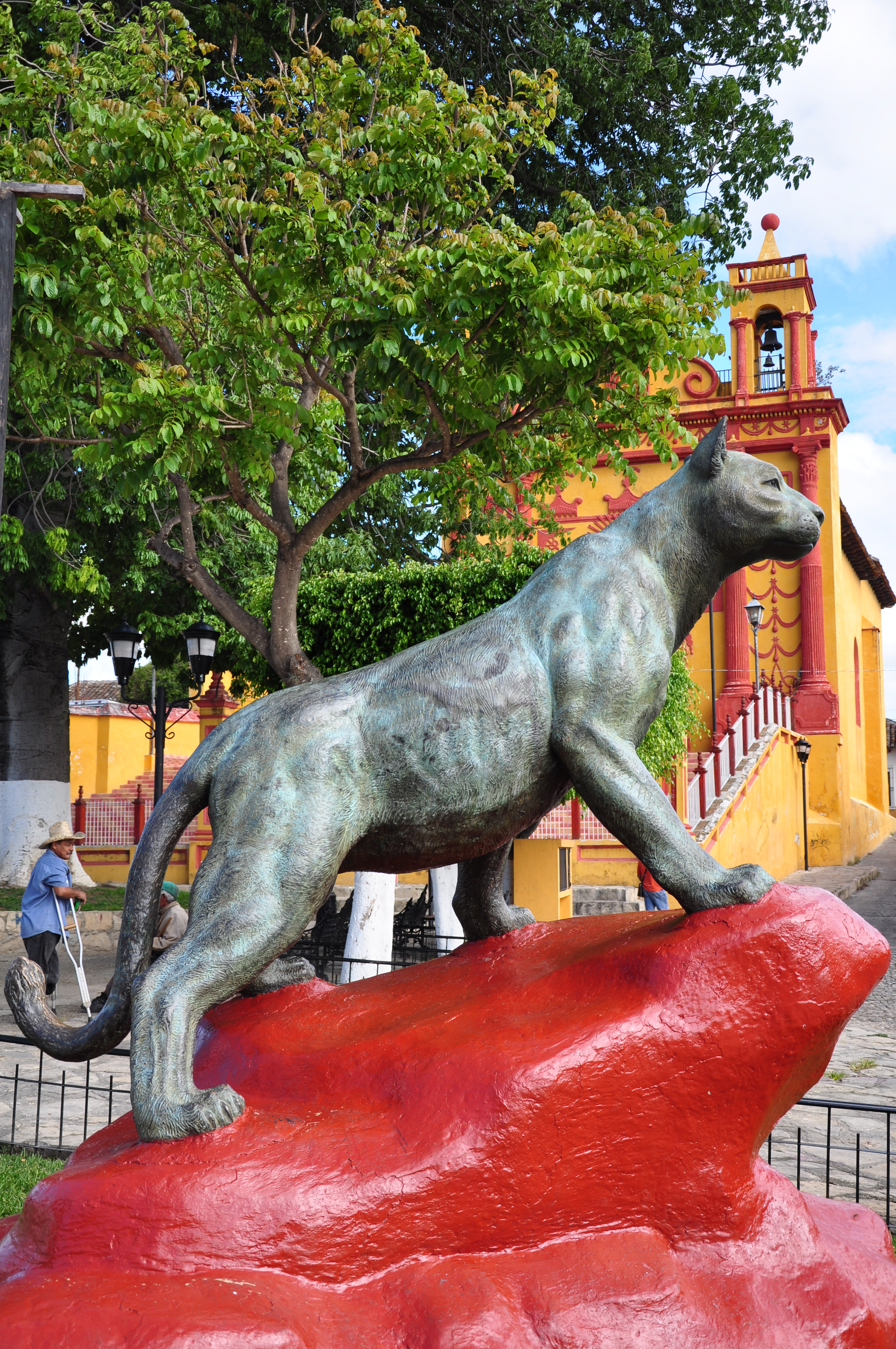
El León de La Pila. Estatua del felino que, de acuerdo a las historias, representa la fundación de la ciudad.

Los museos que exponen la historia, arte y literatura de la ciudad:
- Casa Museo Dr. Belisario Domínguez.
- Museo de Arte Hermila Domínguez de Castellanos.
- Museo Arqueológico de Comitán.
- Museo de la Ciudad.
- Museo Rosario Castellanos.

Entre las iglesias más importantes:
- Templo de Santo Domingo de Guzmán., Templo de Santo Domingo de Guzmán, frente a la plaza mayor.

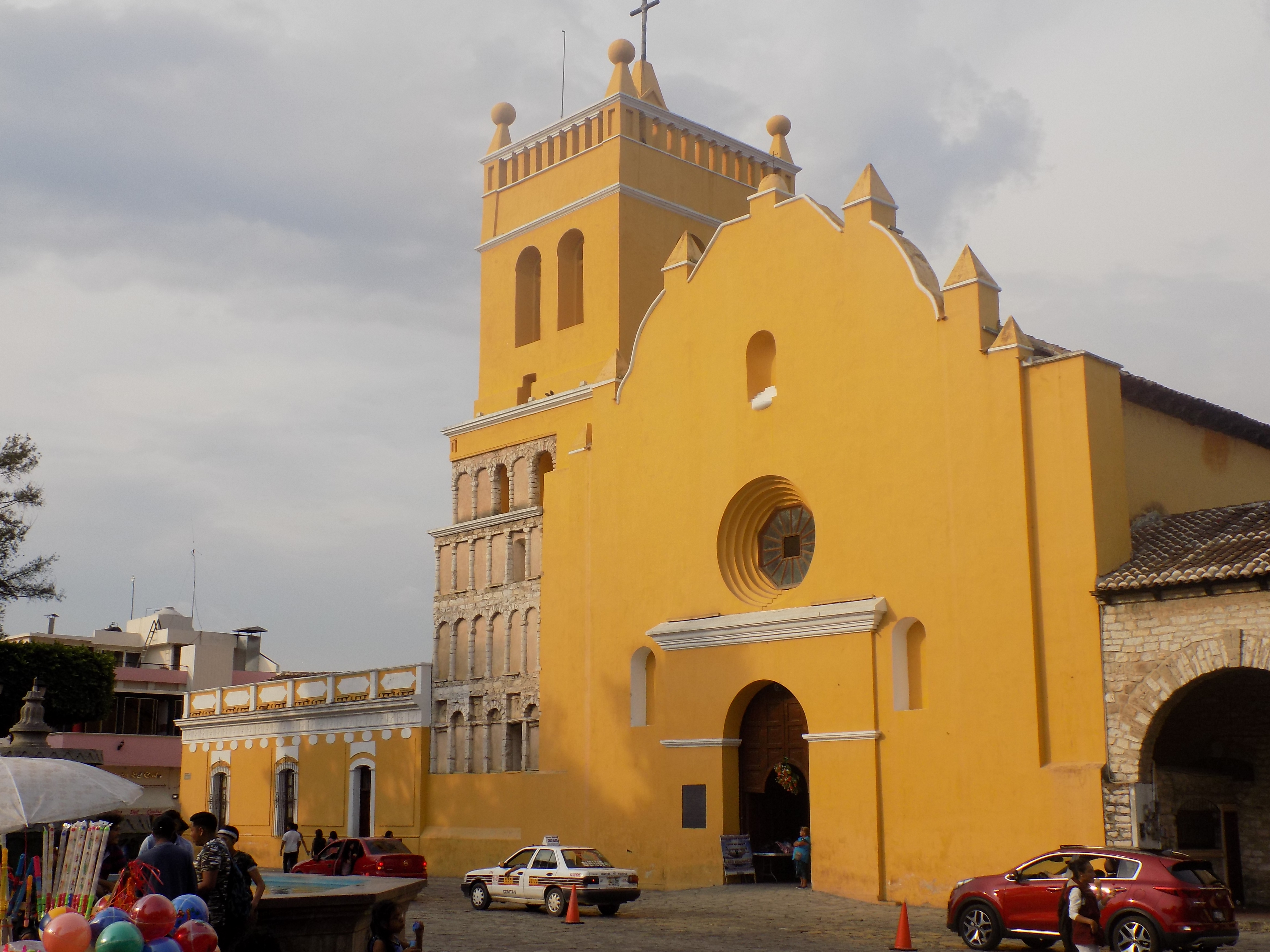
Templo de Santo Domingo de Guzmán, frente a la plaza mayor.

- Templo de San José.
- Templo de San Caralampio.
- Templo de San Sebastián.
- Templo del Calvario. Templo del Señor del Calvario. Mezcla de la arquitectura neoclásica y barroca.

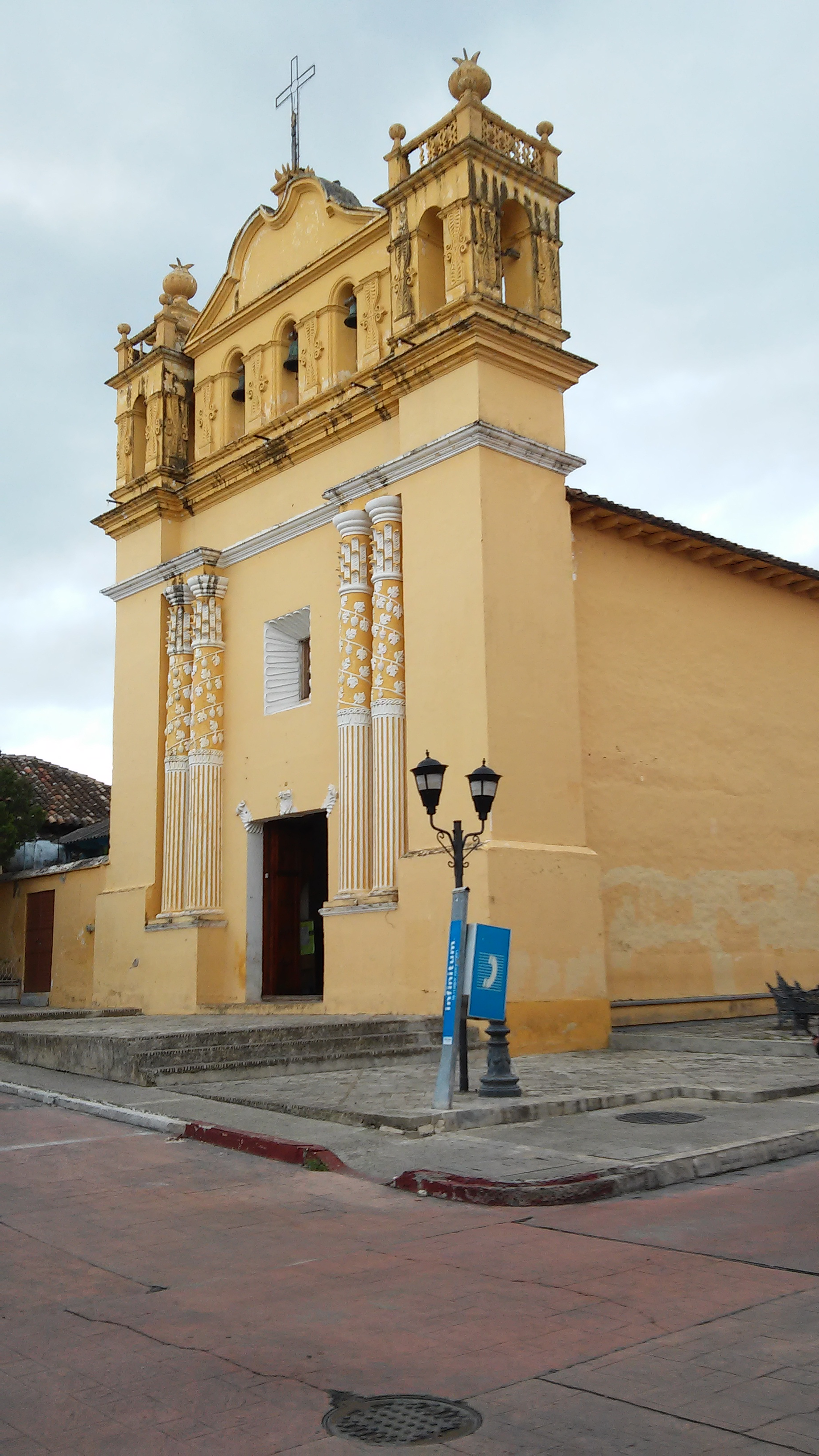
Templo del Señor del Calvario. Mezcla de la arquitectura neoclásica y barroca.

- Templo de Jesús de Nazareth (Jesusito).
- Templo de la Virgen de Guadalupe.
- Templo de la Virgen del Rosario.
- Templo de Santa Teresita.

En prácticamente toda la ciudad se encuentran monumentos representativos.
En el parque Central Benito Juárez destacan los bustos y estatuas de importantes personajes como:
- Benito Juárez.
- José Pantaleón Domínguez.
- Mariano Nicolás Ruiz.
- Rosario Castellanos.
- Las canasteras, estatua que hace homenaje a las costumbres del pueblo.[20]

También, a lo largo del bulevar de las Federaciones se encuentran esculturas que rinden homenaje a diversos estados del país.

### Celebraciones
Las más importantes del municipio son: Santo Domingo y la Expoferia (4 de agosto), San Sebastián (20 de enero), la Virgen de la Candelaria (2 de febrero), San Caralampio (11 al 20 de febrero) y a la Virgen del Rosario (7 de octubre), la celebración de San José ( 19 de marzo ) y San Judas Tadeo (28 de octubre). Desde hace 13 años se realiza el festival internacional Rosario Castellanos en honor a la poetisa más prolífica de México que vivió durante su infancia, realizó y se inspiró en gran parte de su obra en Comitán.

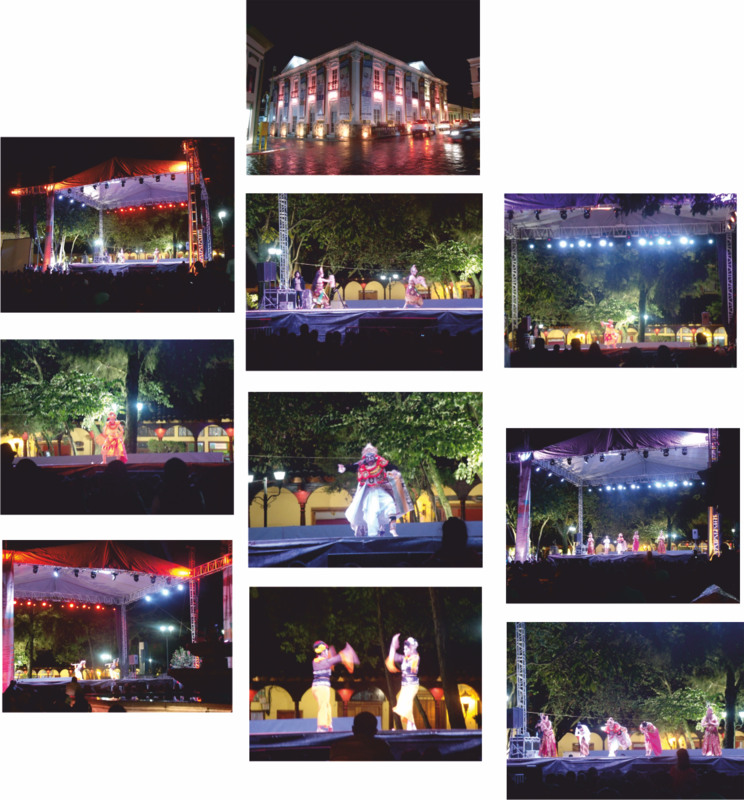
Festival internacional Rosario Castellanos 2014

El 12 de diciembre, en honor a la Virgen de Guadalupe, se celebra año con año en el barrio de Guadalupe una gran peregrinación que alcanza magnitudes de ser la más grande de Centroamérica pues por el número de peregrinos que viajan de muchas ciudades del estado, del país y de las principales ciudades de Centroamérica, con miles de fieles que traen sus ofrendas en uno de los templos de estilo neoclásico más bellos del estado, acompañados de una feria y múltiples celebraciones.
Con especial atención se menciona también la festividad de San Caralampio, a pesar de que no es el patrono oficial de la comunidad católica, genera entre los habitantes un gran fervor y devoción; cuenta la leyenda que gracias a su intervención, el mártir Caralampio salvó al pueblo de Comitán de Domínguez de los estragos de una epidemia de viruela y cólera que se registró a mediados del siglo XIX. Cuando se celebra su tradicional entrada de flores (generalmente el 11 de febrero) no es exagerado decir que la ciudad y sus alrededores se ven paralizados por la convocatoria que el santo manifiesta.

### Gastronomía
Los platillos típicos del municipio son: bocadillos de patashete, chicharrón y pellizcadas (torillas con asiento), chilevinagre, picles, hueso asado, butifarras (una clase de chorizo regional hervido), sin dejar de lado al chorizo y la longaniza (diferentes de otras localidades), pan compuesto, tzisim, olla podrida, chalupas, chanfaina, cocido, lengua en pebre, chinculguaj (tortilla hecha con relleno de frijol refrito y chile de árbol), patzitos de manjar (tamales dulces rellenos de pudín a base de fécula de maíz y canela), pitaúl, tamales de hoja de plátano, patzitos de momón (tamales hechos de hoja santa, conocida en Chiapas como planta de momón), patzitos de chipilín (el chipilín es una planta), tamal de bola, costillas de puerco en salsa verde, baldados de cueza.
Bebidas: el comiteco (un aguardiente que solía hacerse de agave), mistela (un licor de frutas), jocoatol, atole de granillo, temperante, pozol de cacahuate.
Algunos de los dulces típicos que pueden encontrarse en distintos puntos del municipio son: el chimbo, los africanos, el dulce de cacahuate, el dulce de coyol, los nuegados, la melcocha, el quiebramuelas, las trompadas, el salvadillo con temperante (se prepara condensando azúcar hervida con canela, clavo y color vegetal rojo).
Panes: Marquesote, Salvadillo.

### Religiones
En el año 2015, el 93,67 % de la población municipal profesaba el catolicismo, 2,27 % protestantismo y 1,56 % alguna doctrina bíblica no evangélica. El 1,77 % de la población municipal no profesaba ningún credo.

### Personas destacadas
Comitán ha sido cuna de diversos personajes ilustres que destacaron en arte, ciencia y política. Algunos de ellos son Isabel Soria, soprano y compositora; José Pantaleón Domínguez, militar y político; Jorge de la Vega Domínguez, economista, político y gobernador; Roberto Domínguez Burguete, físico; Esteban Alfonso García, músico y compositor; Irma Serrano; actriz y cantante; Arminda Córdova Zúñiga, promotora del voto femenino; Armando Alfonso Alfonso, científico y escritor; Marirrós Bonifaz, poeta ganadora del premio Sabines, Rosario Castellanos Figueroa, escritora reconocida a nivel nacional e internacional, Belisario Domínguez Palencia, médico y político que ocupó el cargo de senador por el estado de Chiapas, y Javier Omar Ruíz Gordillo, arqueólogo, restaurador, escritor y poeta.

### Regionalismos
El autor comiteco Oscar Bonifaz recopila en su libro Arcaísmos, regionalismos y modismos de Comitán, Chiapas, las palabras de uso común y popular en la región durante los tiempos en los que él se desenvolvió, posteriormente el autor José Luis González Córdova publica el libro titulado glosario (habla popular comiteca) que complementa al de su predecesor al incluir otras palabras de uso común en el municipio. 
Otra característica en el  habla de algunos habitantes de la región es la presentación del fenómeno del voseo, mayormente representado en los habitantes de mayor edad en el municipio.

## Educación
En el año 2020, los principales grados académicos de la población de Comitán de Domínguez fueron Primaria (41.4 mil personas o 38.5% del total), Secundaria (24.6 mil personas o 22.9% del total) y Preparatoria o Bachillerato General (17.8 mil personas o 16.6% del total).
De acuerdo al Censo de Población y Vivienda del año 2020, la tasa de analfabetismo de la ciudad fue 9.09%. Del total de población analfabeta, 34.8% correspondió a hombres y 65.2% a mujeres. El censo consideró población analfabeta a la población de 15 años y más que no sabe leer ni escribir.
Respecto a la población matriculada en educación superior, durante el año 2021 las áreas con mayor número de hombres matriculados en licenciaturas fueron Administración y negocios (960), Ingeniería, manufactura y construcción (655) y Ciencias sociales y derecho (473). De manera similar, las áreas de estudio que concentraron más mujeres matriculadas en licenciaturas fueron Administración y negocios (1,036), Ciencias sociales y derecho (818) y Educación (672). En el mismo año, los campos de formación más demandados en Comitán de Domínguez fueron Planes multidisciplinarios o generales del campo de administración y gestión (691), Contabilidad y fiscalización (675) y Administración de empresas (643).

### Instituciones de educación

#### Educación básica
Escuelas públicas:
- Escuela Primaria Justo Sierra Méndez
- Escuela Primaria Cuauhtémoc
- Escuela Primaria Josefa O. De Domínguez
- Escuela Primaria del Estado Fray Matias de Cordova Y Ordóñez
- Escuela Primaria del Estado Belisario Domínguez Palencia
- Escuela Primaria Urbana Federal Dr. Belisario Domínguez Palencia
- Escuela Primaria Federal Benito Juárez
- Escuela Primaria Joaquín Miguel Gutiérrez
- Escuela Secundaria Federal Javier Mandujano Solorzano
- Escuela secundaria Juan Sabines Gutiérrez
- Escuela Secundaria del Estado Comitán
- Escuela Secundaria Técnica N.º 5
- Escuela Secundaria 14 de Septiembre
- Escuela Telesecundaria 438 Rafael Ramírez Castaneda

Colegios privados:
- Centro Educativo Benito Juárez García
- Colegio María Montessori
- Colegio Mariano N. Ruiz
- Instituto Tecnológico Avanzado en Educación del Sureste
- Instituto Moderno de Comitán
- Colegio Regina ( de iniciativa Católica Privada)
- Centro Educativo ICHTHUS A.C.

#### Nivel Medio Superior
Escuelas públicas:
- Centro de Bachillerato Tecnológico industrial y de servicios N.º 108
- Escuela Preparatoria del Estado Comitán
- Colegio de Bachilleres de Chiapas, plantel 10

Colegios privados:
- Universidad Valle del Grijalva
- Centro de Bachillerato Tecnológico Industrial y de Servicios Ilhuicamina
- Preparatoria Samuel León Brindis
- Centro Educativo ICHTHUS A.C

#### Nivel Superior
Universidades públicas: 
- Instituto Tecnológico de Comitán[23]
- Facultad de Ciencias Administrativas Campus VIII, UNACH

Universidades privadas:
- Universidad Valle del Grijalva
- Universidad del Sureste
- Instituto de Estudios Superiores de Chiapas
- Universidad Salazar
- Universidad Mariano N. Ruiz
- Universidad INFORCE, Instituto de Formación Empresarial[24]
- Universidad Nacional Rosario Castellanos Plantel Comitán de Domínguez

## Infraestructura

### Viviendas y servicios públicos
En el año 2000, se registraron 23,054 viviendas particulares habitadas, de las cuales 80.24% eran propiedad de sus habitantes y 19.19% eran no propias. En promedio, en cada vivienda residían 4.51 habitantes. Los materiales predominantes en los pisos de las viviendas eran: 24.95% de tierra y 54.18% de cemento y firme. Los materiales de paredes eran: 27,01% de madera, y de tabique 61,10%. Los materiales predominante de los techados eran: 47,42% de lámina de asbesto y 31,81 % de losa de concreto. El 95.02 % de las viviendas disponían de energía eléctrica, 69.08 % de agua entubada y el 62.80 % de drenaje.

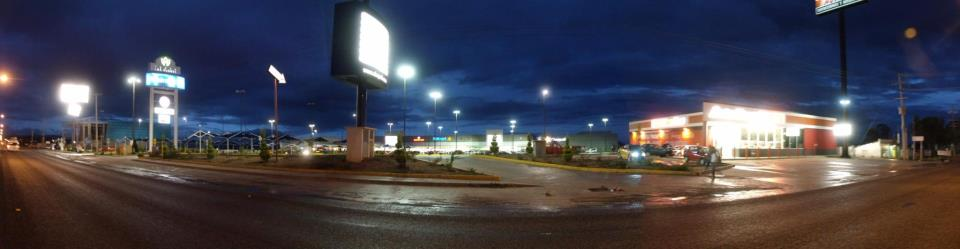
Plaza Las Flores de noche

En el 2010 fueron beneficiadas 300 familias por el derecho de concesiones del servicio público, por el gobernador del Estado en la modalidad de taxis y servicio de colectivos, abriendo nuevas rutas para poderse trasladar del centro a la periferia y vicerversa.

### Servicios
La ciudad cuenta con diversas zonas comerciales, cuenta con un centro comercial “Plaza las Flores” dentro de ella se encuentran las siguientes marcas: Sam's Club, Walmart, Coppel, Burger King, Cinépolis, El Puerto de Liverpool.
Fuera de ella se encuentran: Chedraui, Aurrera, Farmacias Guadalajara cuenta con restaurantes, cafeterías de renombre como “The Italian Coffee Company” hoteles, plazas comerciales, gasolineras Pemex entre otros servicios.

### Carreteras
Su principal vía de conexión al resto del país es por carretera internacional (Panamericana).
Según Secretaría de Comunicaciones y Transportes (SCT), en el año 2000 el municipio contaba con una red carretera de 325.9 km Integrados principalmente por la red rural de la SCT (69.1 km), red de la Comisión Estatal de Caminos de Chiapas (114.5 km) y caminos rurales construidos por otras instituciones públicas mexicanas (142,3 km). La red carretera del municipio representa el 12.2% de la región económica III Fronteriza.

### Medios de comunicación
En el año 2000, el municipio disponía de diez oficinas postales y una oficina de telégrafos y correos, así como una red telefónica, internet, wi fi. TV digital, análoga, satelital y cable. Radioemisoras de banda AM.

## Salud
En Comitán de Domínguez, de acuerdo al Censo de Población y Vivienda, las opciones de atención de salud más utilizadas durante el año 2020 fueron centro de salud u Hospital de la Secretaría de Salud y Asistencia (Seguro Popular) (105 mil), representando el 63.8 % de la población; Consultorio de farmacia (19.8 mil) e IMSS (Seguro social) (12.1 mil), este último representando el 7.38 % de la población. En el mismo año, los seguros sociales que agruparon mayor número de personas fueron Pemex, Defensa o Marina (76 mil) y No Especificado (56.9 mil).

### Discapacidades
En 2020,  Censo de Población y Vivienda del mismo año, las discapacidades con mayor incidencia en la población de Comitán de Domínguez fueron la discapacidad física (2.96  mil personas), visual (2.71 mil personas) y auditiva (1.56 mil personas). Así mismo, otras presentes fueron la discapacidad motriz (1.31 mil personas), para recordar (1.19 mil personas) y para comunicarse (1.09 mil personas).

## Turismo
Su gastronomía ha llamado la atención de muchas personas. Las zonas arqueológicas que poseen han sido de mucho agrado para los turistas. El 9 de octubre de 2012, ingreso al programa Pueblos Mágicos de la Secretaría de Turismo Federal por su cultura, arquitectura, costumbres, historia, gastronomía, como sus famosos dulces hechos de diferentes ingredientes regionales y con métodos prehispánicos.

### Sitios de interés cercanos
- Campanal
- Cascadas El Chiflón (Municipio de Tzimol)
- Cascadas Las Nubes (Municipio de Maravilla Tenejapa)
- Balneario San Francisco Uninajab (12 km de la cabecera municipal) Balneario de Uninajab

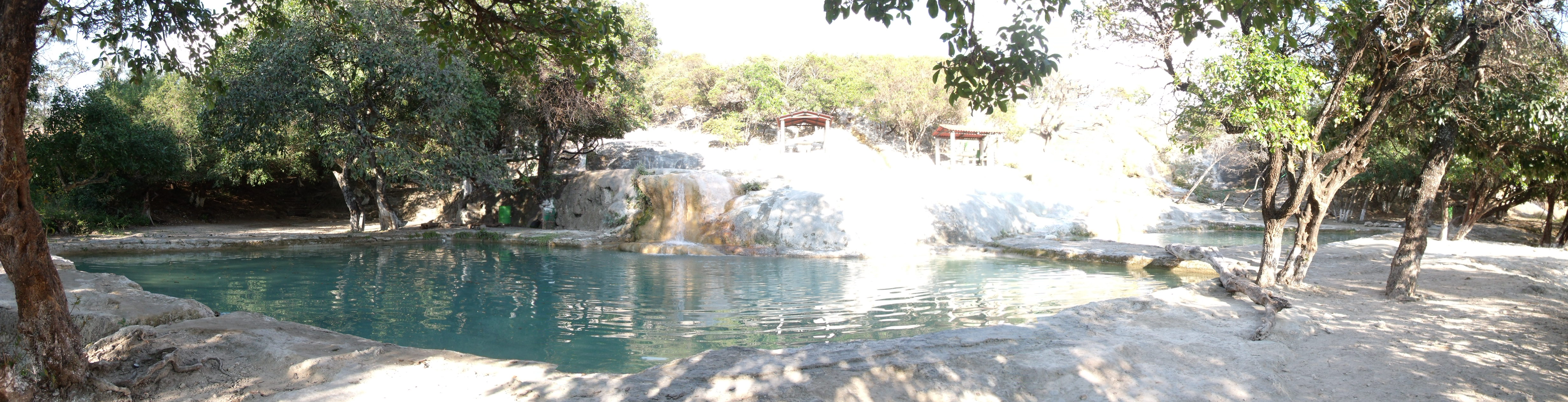
Balneario de Uninajab

- Zona arqueológica Tenam Puente (Comitán de Domínguez)
- Parque nacional Lagunas de Montebello (Municipio de La Trinitaria)
- Zona arqueológica de Chincultik (Municipio de La Trinitaria)
- Lagos de Colón (Municipio de La Trinitaria)

### Hoteles
Según datos de la Secretaría de Turismo, en el año 2000 el municipio contaba con 30 hoteles y un total de 464 habitaciones, para el año 2010 según datos de la Secretaría de Turismo creció un 30 % tanto inmuebles hoteleros como habitaciones y para el 2013 hasta un 90 % más, principalmente debido a la designación de la ciudad como miembro del programa Pueblos Mágicos de México.

## Relaciones internacionales

### Consulados
Comitán cuenta con 2 consulados.
- El Salvador
- Guatemala

### Hermanamientos
La ciudad de Comitan tiene Hermanamientos con las siguientes ciudades alrededor del mundo.
- Salvatierra, Mexico (2008)[25][26]
- Río Bravo, Mexico (2012)[27]
- Salcaja, Guatemala (2012)[28]
- Acacoyagua, Mexico (2025)[29]
- Acapetahua, Mexico (2025)[29]
- Arriaga, Mexico (2025)[29]
- Escuintla, Mexico (2025)[29]
- Huixtla, Mexico (2025)[29]
- Mapastepec, Mexico (2025)[29]
- Tuxtla Chico, Mexico (2025)[29]
- Villa Comaltitlán, Mexico (2025)[29]
- Huehuetenango, Guatemala[30][31]
- Cobán, Guatemala[32]
- Quetzaltenango, Guatemala[32]